# Tomești (Timiș)

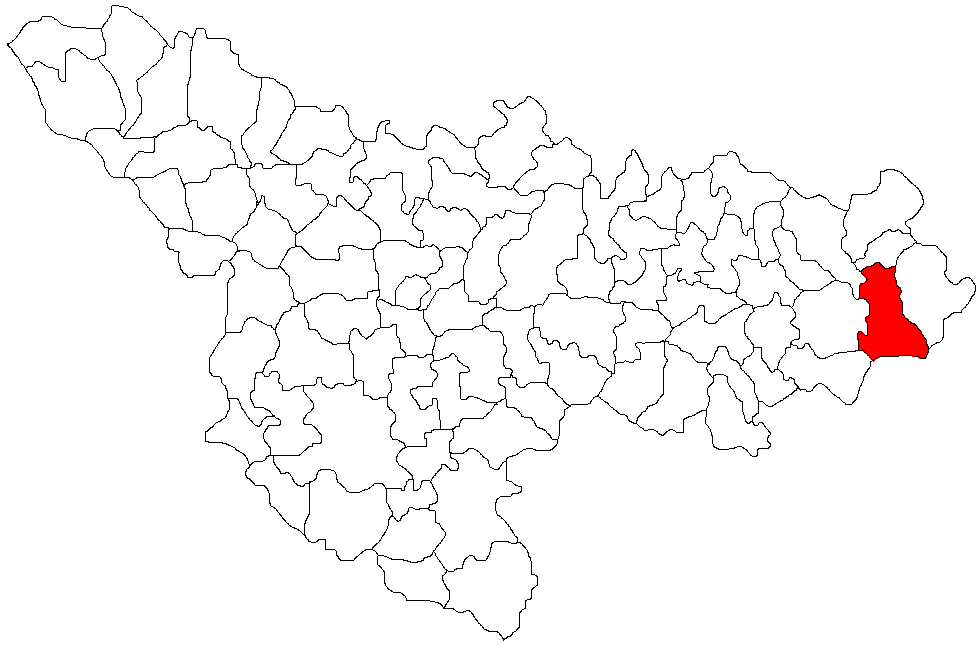
Lage der Gemeinde Tomești im Kreis Timiș

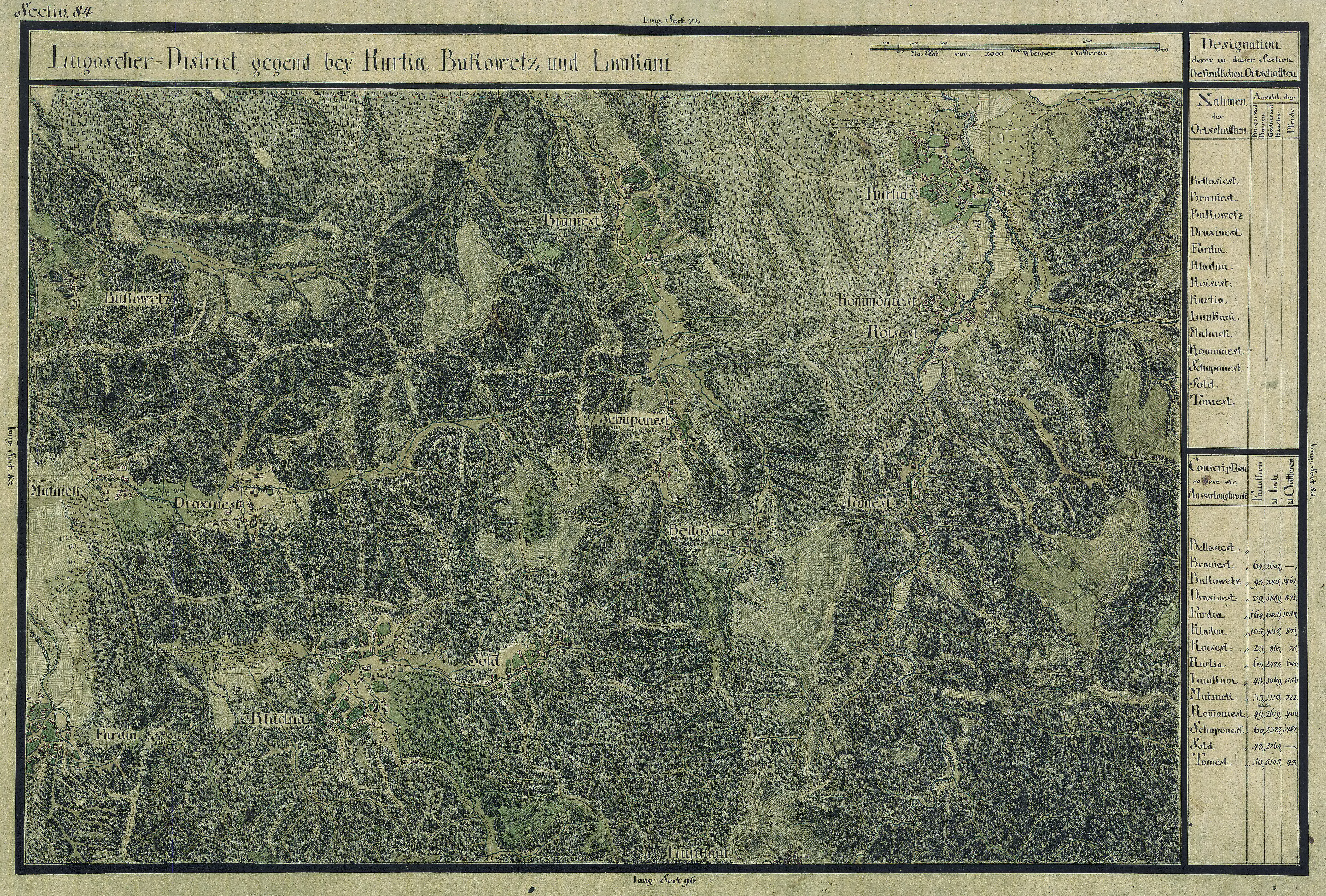
Tomești auf der Josephinischen Landaufnahme (1769–1772)

Tomești (deutsch Tomescht, ungarisch Tamásd) ist eine Gemeinde im Kreis Timiș, in der Region Banat, im Südwesten Rumäniens. Zur Gemeinde Tomești gehören auch die Dörfer Baloșești, Colonia Fabricii, Luncanii de Jos, Luncanii de Sus und Românești.

## Geografische Lage
Tomești liegt im Osten des Kreises Timiș, am Fuße der Gipfel Padeș (1378 m) und Ruska (1356 m) im Poiana-Ruscă-Gebirge, unweit der Stelle, an der die Bega entspringt.

## Nachbarorte
| Brănești  | Românești                                   | Pietroasa            |
| Jupănești | Kompassrose, die auf Nachbargemeinden zeigt | Fărășești            |
| Baloșești | Colonia Fabricii                            | Poiana-Ruscă-Gebirge |

## Geschichte
Tomești wurde 1597 erstmals dokumentarisch belegt, als es von Walachen bewohnt war. Während der Habsburgermonarchie ließen sich Deutschböhmen hier nieder. Der Glasbläser Winkler gründete 1820 die Tomeschter Glashütte, die bis 2006 in Betrieb war.
Am 4. Juni 1920 wurde das Banat infolge des Vertrags von Trianon dreigeteilt. Der größte, östliche Teil, zu dem auch Tomești gehörte, fiel an das Königreich Rumänien. Die Glashütte, die 1948 enteignet und verstaatlicht wurde, war vor allem für den Export ihrer Erzeugnisse bekannt.
Nach der Rumänischen Revolution 1989 stand auch die Tomeschter Glashütte vor dem Aus. Nach ein bis zwei Jahren konnte der Betrieb unter einem neuen Leitungsteam fast die gesamte Produktion wieder exportieren. Zu den Hauptabnehmern gehörten Firmen aus den USA, aus Deutschland, Frankreich, Österreich und Holland. 2006 wurde die Glashütte veräußert.
In der, von der Familie Winkler gestifteten römisch-katholischen Kapelle, werden heute noch regelmäßig katholische Gottesdienste abgehalten. Der Kronleuchter, der in der Mitte der Kapelle hängt, ist mit Kristallen geschmückt, die man aus dem ersten Glas, das hier erzeugt wurde, anfertigte. An die Kapelle ist auch eine Gruft angebaut, in der die Mitglieder der Familie Winkler ihre letzte Ruhe fanden. Der letzte Nachkomme der Familie verstarb in Bukarest, wo er eingeäschert wurde. Seine Asche wurde in der Familiengruft beigesetzt.

## Demografie
Die Bevölkerungsentwicklung der Gemeinde Tomești:
| 1880 | 2362 | 1975 | 30 | 274 | 83 |
| 1910 | 2455 | 2152 | 84 | 183 | 36 |
| 1930 | 2671 | 2309 | 44 | 280 | 38 |
| 1977 | 3201 | 3000 | 97 | 75  | 29 |
| 2002 | 2261 | 2197 | 37 | 22  | 5  |
| 2021 | 1879 | 1780 | 14 | 8   | 77 |